# Sektenmuzik
Sektenmuzik è una etichetta discografica tedesca fondata nel 2006 dai rapper Sido e B-Tight.

## Storia
Sektenmuzik viene fondata nel 2006 come Label indipendente. Essa costituisce la base per la rap Crew Die Sekte, a sua volta fondata nel 1998 da Sido, B-Tight, Rhymin Simon e Vokalmatador. Il gruppo nel corso degli anni si è più volte ampliato e ridotto. Originariamente includeva solo gli ex coinquilini di Sido e B-Tight. Nel 1999, quando viene pubblicato l'album Sintflows i membri sono Sido, B-Tight, Rhymin Simon, Vokalmatador, Calle, Collins, Kimba e Milo$. Nel 2001 restano solo Sido e B-Tight. In seguito il numero dei membri torna ad aumentare. Tutti i membri provengono dal quartiere Märkisches Viertel di Berlino tranne Alpa Gun (Tempelhof Schöneberg), Tony D (Neukölln) e MOK (Neukölln).
Nel novembre 2009 la BPjM (Dipartimento federale per i Media Nocivo ai giovani) ha vietato la commercializzazione dell'album Sampler 2 e Sampler 3.

## Artisti

### Artisti attivi
- B-Tight
- Tony D
- Alpa Gun
- Bendt
- Fuhrmann
- Greckoe
- Freddy Cool
- Koeppen
- Schmoekill
- Viruz
- Diego (Produttore)
- DJ Werd (DJ)

I seguenti artisti sono membri del gruppo "Sektenmuzik":
- Sido
- MOK

Alcuni dei membri fanno parte di altri gruppi musicali:
- A.i.d.S. (composto da Sido & B-Tight)
- 'F&B (composto da Fuhrman & Bendt)
- Grüne Medizin (composto da Viruz, Schmoekill, Koeppen & Freddy Cool)

### Artisti non più attivi
- Rhymin Simon
- Vokalmatador

## Pubblicazioni

### Album
| Anno | Titolo                            | Artista                      | Album Charts (GER) | Stato |         |
| ---- | --------------------------------- | ---------------------------- | ------------------ | ----- | ------- |
| 2006 | Badboys                           | MOK                          | -                  | -     | Mixtape |
| 2006 | Bayboys 2                         | MOK                          | -                  | -     | Mixtape |
| 2006 | Das Beste                         | MOK                          | -                  | -     | Mixtape |
| 2007 | Sampler 1                         | Various Artists              | 18                 | -     | Sampler |
| 2007 | Geladen und Entsicherd            | Alpa Gun                     | 31                 | -     | Album   |
| 2007 | Ein Level weiter                  | Greckoe                      | -                  | -     | Mixtape |
| 2007 | Psychose                          | Grüne Medizine               | -                  | -     | Album   |
| 2007 | HARRYge Angelegenheit             | Harris                       | -                  | -     | Mixtape |
| 2008 | Sampler 2                         | Various Artists              | 14                 | -     | Sampler |
| 2008 | Aufstand auf den billigen Plätzen | Alpa Gun                     | -                  | -     | EP      |
| 2008 | 2 Chaoten                         | F&B                          | -                  | -     | Album   |
| 2008 | Typisch Griechisch                | Greckoe                      | -                  | -     | Album   |
| 2008 | Ab in Club                        | Harris, DJ Sweap & Pfund 500 | -                  | -     | Mixtape |
| 2009 | Sampler 3                         | Various Artists              | -                  | -     | Sampler |
| 2009 | Die Sekte                         | Various Artist               | 59                 | -     | Album   |
| 2010 | Almanci                           | Alpa Gun                     | 73                 | -     | Album   |

### Singoli
| 2007 | Ausländer       | Alpa Gun | 53 |
| 2007 | Verbotene Liebe | Alpa Gun | 89 |

### Videoclips senza Singoli
- 2006: Alpa Gun - Das Leben ist ein Schuss
- 2007: Grüne Medizin - MV
- 2007: Grüne Medizin - Psychose
- 2007: Harris - Da ist Harry
- 2007: Harris - Feiermuzik (feat. Greckoe)
- 2007: Harris - Schnipp Schnapp
- 2007: Alpa Gun, Fuhrman & Greckoe - Sampler Nr. 2
- 2008: Greckoe, Sido & Alpa Gun - So machen wir das
- 2008: Alpa Gun - Mein Weg
- 2008: F&B - Guten Tag
- 2008: F&B - Hoodboys (feat. Grüne Medizin)
- 2008: Greckoe - Typisch griechisch
- 2009: Sido & Alpa Gun - Geht nicht, gibts nicht
- 2009: Die Sekte -  Rockstarz